# ريوسار
ريوسار (بالإنجليزية: HD 149143 b)‏ الذي يرمز له بالرمز  HD 149143b في فهرس هنري درابر، هو كوكب خارج المجموعة الشمسية، في كوكبة الحواء، يتبع HD 149143 ‏، تبلغ فترته المدارية 4.07206 يوم، اكتشف في  22 أغسطس 2005 ، وكانت طريقة الاكتشاف دوبلر الطيفي.